# Liga Nacional de Guatemala 1963-64
La Liga Nacional de Guatemala 1963/64 es el decimosegundo torneo de Liga de fútbol de Guatemala. El campeón del torneo fue el  Municipal, consiguiendo su quinto título de liga.

## Formato
El formato del torneo era de todos contra todos a dos vueltas, al ganar el partido se otorgaban 2 puntos, si era empate era un punto, por perder el partido no se otorgaban puntos. En caso de empate por puntos se realizaría una serie extra de dos partidos a visita recíproca para determinar quien era el campeón. Los dos últimos lugares del torneo descenderían a la categoría inferior inmediata.

## Equipos participantes
| Club                | Ciudad              | Departamento   |
| ------------------- | ------------------- | -------------- |
| Antigua GFC         | Antigua Guatemala   | Sacatepéquez   |
| Aurora FC           | Ciudad de Guatemala | Guatemala      |
| Comunicaciones      | Ciudad de Guatemala | Guatemala      |
| Deportivo Escuintla | Escuintla           | Escuintla      |
| IGSS                | Ciudad de Guatemala | Guatemala      |
| IRCA                | Ciudad de Guatemala | Guatemala      |
| Marquense           | San Marcos          | San Marcos     |
| Municipal           | Ciudad de Guatemala | Guatemala      |
| Sacachispas         | Chiquimula          | Chiquimula     |
| Tipografía Nacional | Ciudad de Guatemala | Guatemala      |
| Universidad         | Ciudad de Guatemala | Guatemala      |
| Xelajú MC           | Quetzaltenango      | Quetzaltenango |

### Equipos por Departamento
| Departamento   | N.º | Equipos                                                                          |
| -------------- | --- | -------------------------------------------------------------------------------- |
| Chiquimula     | 1   | Sacachispas                                                                      |
| Escuintla      | 1   | Deportivo Escuintla                                                              |
| Guatemala      | 7   | Aurora, Comunicaciones, IGSS, IRCA, Municipal, Tipografía Nacional, Universidad. |
| Quetzaltenango | 1   | Xelajú MC.                                                                       |
| Sacatepéquez   | 1   | Antigua GFC                                                                      |
| San Marcos     | 1   | Marquense                                                                        |

## Posiciones
|  | Pos. | Equipos             | PJ | PG | PE | PP | GF | GC | Dif. | PTS | Clasificación                       |
|  | ---- | ------------------- | -- | -- | -- | -- | -- | -- | ---- | --- | ----------------------------------- |
|  | 1º   | Municipal           | 22 | 12 | 4  | 6  | 32 | 15 | +17  | 28  | Serie extra para definir al campeón |
|  | 2º   | Xelajú MC           | 22 | 13 | 2  | 7  | 44 | 32 | +12  | 28  | Serie extra para definir al campeón |
|  | 3º   | Comunicaciones      | 22 | 9  | 8  | 5  | 45 | 29 | +16  | 26  |                                     |
|  | 4º   | IGSS                | 22 | 9  | 6  | 7  | 33 | 30 | +3   | 24  |                                     |
|  | 5º   | Escuintla           | 22 | 8  | 7  | 7  | 37 | 31 | +4   | 23  |                                     |
|  | 6º   | Tipografía Nacional | 22 | 8  | 7  | 7  | 32 | 27 | +5   | 23  |                                     |
|  | 7º   | Aurora              | 22 | 8  | 7  | 7  | 32 | 30 | +2   | 23  |                                     |
|  | 8º   | Antigua Guatemala   | 22 | 7  | 7  | 8  | 25 | 30 | -5   | 21  |                                     |
|  | 9°   | Marquense           | 22 | 7  | 7  | 8  | 30 | 37 | -7   | 21  |                                     |
|  | 10º  | Universidad SC      | 22 | 7  | 5  | 10 | 21 | 34 | -13  | 19  |                                     |
|  | 11°  | Sacachispas         | 22 | 5  | 7  | 10 | 25 | 35 | -10  | 17  | Descendido                          |
|  | 12°  | IRCA                | 22 | 2  | 7  | 13 | 23 | 49 | -26  | 11  | Descendido                          |
|  |      |                     |    |    |    |    |    |    |      |     |                                     |

## Final de desempate

### Ida
|  | Xelajú MC | 0:1 | Municipal | Estadio Mario Camposeco, Quetzaltenango |  |

### Vuelta
|  | Municipal | 1:1 | Xelajú MC | Estadio Mateo Flores, Ciudad de Guatemala |  |

## Campeón
| Campeón Temporada 1963-64 |
| Municipal 5º Título       |
| ------------------------- |